# 索齒獸
索齒獸，又名戴斯莫獸或束齒獸，是已滅絕的草食性哺乳動物，生存於 28.4 - 7.250 百萬年前的漸新世晚期（恰特期）。

## 描述

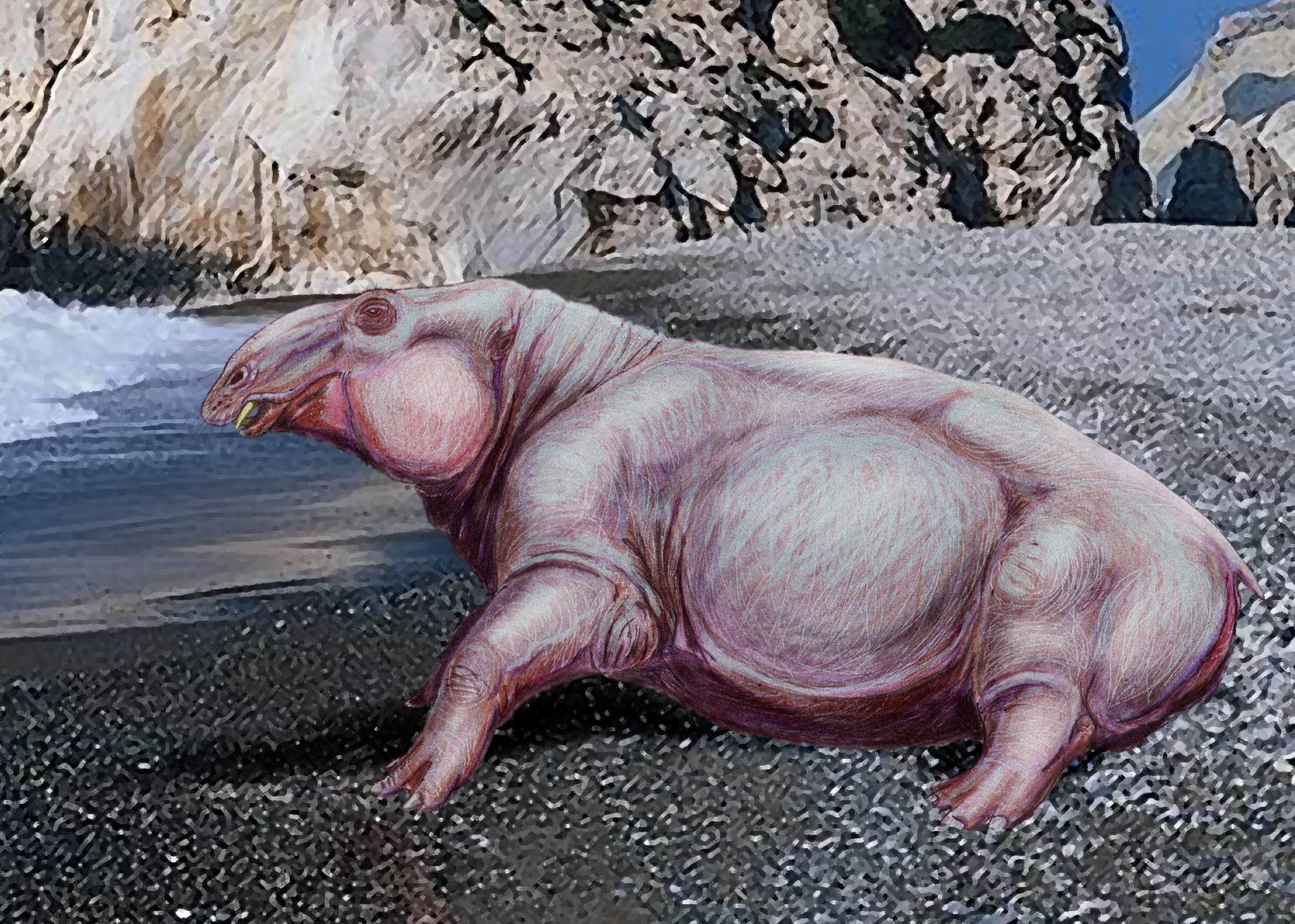
金星索齒獸

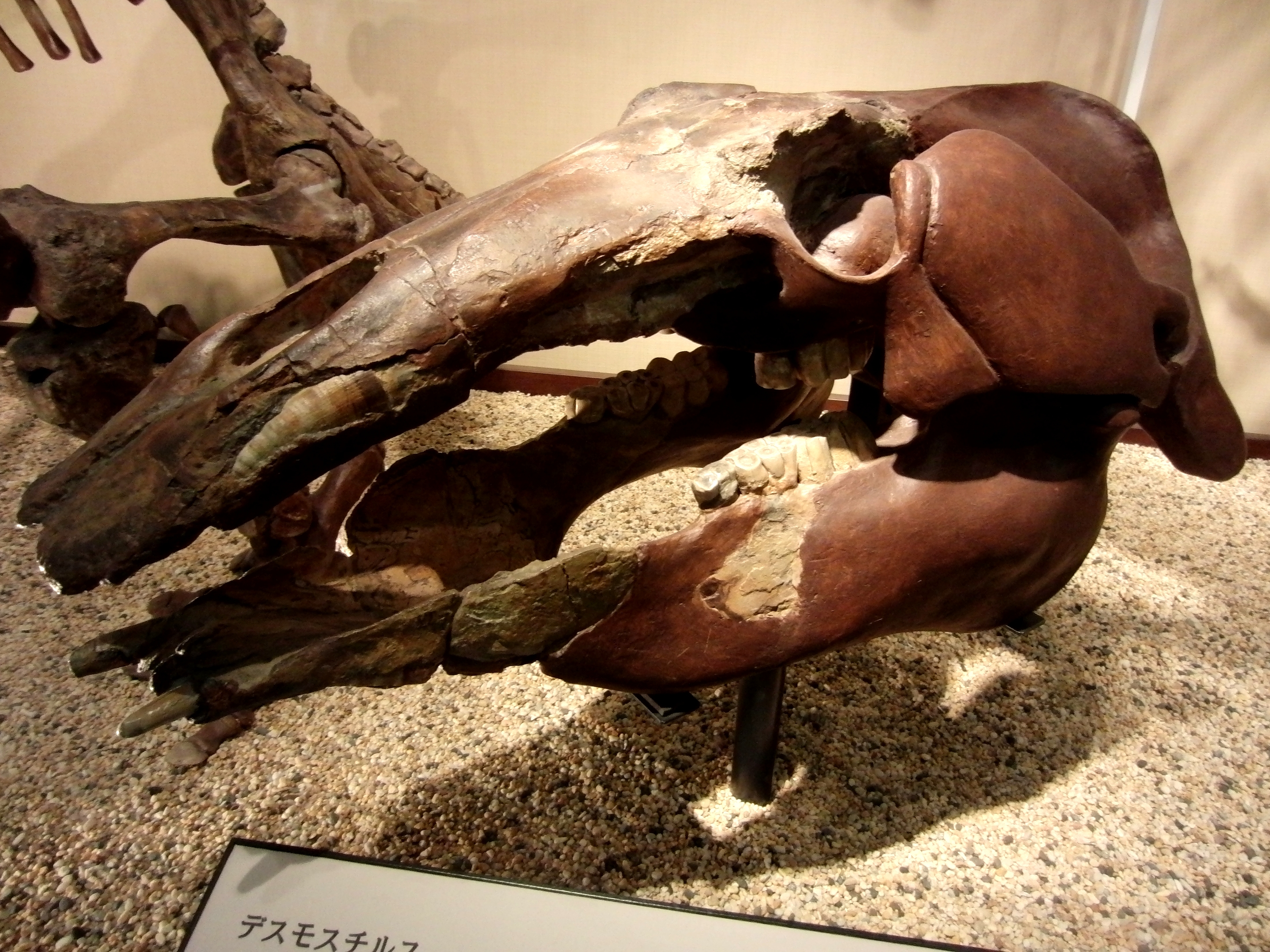
索齒獸的顱骨正模標本，展於日本東京國立科學博物館。

索齒獸像河馬，長約1.8（6英尺）及重200（440英磅）。牠有短的尾巴及強壯的四肢，肢上有四蹄。牠們的顎部較長，有向前的獠牙，是較長的犬齒及門齒。索齒獸可能是完全水棲的，最早被認為生活在沿岸水深少於 30 公尺深的淺水區；不過近年來針對索齒獸化石同位素的分析研究顯示，牠們其實多半棲息於淡水或河口流域，以水草為食。
索齒獸具有較低的骨質密度，這代表牠們可能是很活躍的水生生物，會在水面與水中游動尋找食物；這與其他索齒獸目的物種有很大的區別，其他索齒獸目的物種多半僅能進行緩慢的游泳或是在海床上行走。

## 物種
目前索齒獸屬正式成立的物種共有 3 種：D. hesperus（異名與無效名：D. watasei、D. cymatias、D. californicus、D. mirabilis、D. minor、Desmostylella typica）、D. coalingensis（異名：Vanderhoofius coalingensis）與 D. japonicus。
Marsh 1888根據在美國加利福尼亞州費利蒙地區（座標：37°36′N 121°54′W / 37.6°N 121.9°W、古座標：36°48′N 117°36′W / 36.8°N 117.6°W）所找到的部分牙齒化石將模式種命名為 D. hesperus。馬什爵士認為這個樣本屬於海牛目，並認為屬於 Metaxytherium屬（已絕種的儒艮近親）或是 Halicore屬（儒艮的過時名）。
在這之後許多索齒獸的新物種根據牙齒的特徵差異而被發表。不過在這之後都被認為僅是 D. hesperus 的異名，因為同種之間的牙齒比起不同物種間本身就能具有很大的牙齒型態差異。
D. japonicus 由 Yoshiwara & Iwasakai 1902 根據完整保存的部分顱骨進行發表並由 Tokunaga & Iwasaki 1914 進行命名，由於顱骨型態的差異而被確立為一新種。

## 化石分布
索齒獸的化石在北環太平洋地區均有發現，包括下加利福尼亞半島、加利福尼亞州、奧勒岡州、華盛頓州、庫頁島、北海道、島根縣。